# 大羽洋子
大羽 洋子（おおば ようこ）は、日本のピアニスト。

## 人物
東京生まれ。埼玉県立大宮光陵高等学校音楽科、桐朋学園大学短期大学部芸術科卒業。
第14回日本ピアノコンクール　全国大会第2位
第2回埼玉県ピアノコンクール最優秀賞 埼玉県知事賞・埼玉新聞社賞・FM埼玉賞・ヤマハ賞を受賞。
第8回ショパン国際ピアノコンクール in ASIA コンチェルトC部門　奨励賞を受賞。
楊麗貞に師事し、2006年ポーランド・クラクフ室内管弦楽団と「ピアノ協奏曲第2番 (ショパン)」を共演。
2007年ポーランド・プリマ・ヴィスタ・カルテットと「ピアノ協奏曲第1番 (ショパン)」「アンダンテ・スピアナートと華麗なる大ポロネーズ」を共演。
2010年日本イタリア協会主催第1回MusicArteにおいて、金賞・聴衆賞をダブル受賞。
受賞を記念して1stアルバム「Liebestraume〜3つのノクターン〜」をリリース。レコード芸術にて準推薦。紀尾井ホールにてゴールデンガーラコンサートに出演。
2012年第1回日本香港国際音楽コンクールにて大阪特別賞。第13回大阪国際音楽コンクールコンチェルトオーディション第3位。
人名事典「日本の演奏家-クラシック音楽の1400人」に掲載される。
2013年東京文化会館小ホールにて大羽洋子ピアノリサイタル開催
2014年熊本県立劇場コンサートホールにてポーランドシレジアフィルハーモニー管弦楽団と「ピアノ協奏曲第1番 (ショパン)」「ラプソディー・イン・ブルー(G・ガーシュイン)」を共演。
同年より“ピアニカ洋子”としてテレビ番組『クリス松村の注文の多いレコード店』に出演。
YouTubeにて鍵盤ハーモニカとピアノの同時演奏を幅広いジャンルにて配信。
2015年12月28日 サントリーホール・ブルーローズにて「エディット・ピアフ生誕100年記念コンサート　～エディット・ピアフを讃えて～」を開催。出演は大羽洋子（ピアノ・鍵盤ハーモニカ）、桑山哲也（アコーディオン）、西原けい子（ヴォーカル）、山口路子（朗読）。
2020年2月22日 渋谷区Hakuju Hallにて「鶴音姫®２周年　２０２０記念コンサート＆作品展」を開催。出演は、庄智子（ソプラノ）、山野安珠美（箏）、田村優子（篠笛）、大羽洋子（ピアノ・鍵盤ハーモニカ）、八幡カオル（ゲスト）、松坂貴久子（総合司会）。
2021年12月24日 上野Quiで開催された加藤久仁彦（狩人）のクリスマスランチショーにてピアノを伴奏。

## ディスコグラフィー

### アルバム
|     | 発売日         | タイトル                        | 規格品番  | 備考                                                                |
| --- | -------------- | ------------------------------- | --------- | ------------------------------------------------------------------- |
| 1st | 2010年12月20日 | Liebestraume～3つのノクターン～ | IMCM-2006 | iTunes、レコチョクにて配信中。アマゾン、IMC音楽出版公式HP内で販売中 |

## 出演

### テレビ
- クリス松村の注文の多いレコード店（歌謡ポップスチャンネル、2014年11月12日 - ） - ピアニカ奏者(ピアニカ洋子として)